# Stephen Huss
Stephen Huss, né le 10 décembre 1975 à Bendigo, est un ancien joueur de tennis professionnel australien.

## Palmarès

### Titres en double messieurs
| No | Date       | Nom et lieu du tournoi          | Catégorie   | Dotation  | Surface      | Partenaire      | Finalistes                   | Score                |          |
| -- | ---------- | ------------------------------- | ----------- | --------- | ------------ | --------------- | ---------------------------- | -------------------- | -------- |
| 1  | 08-04-2002 | Grand-Prix Hassan II Casablanca | Int' Series | 356 000 $ | Terre (ext.) | Myles Wakefield | Martín García Luis Lobo      | 6-4, 6-2             | Parcours |
| 2  | 20-06-2005 | The Championships Wimbledon     | G. Chelem   | NC $      | Gazon (ext.) | Wesley Moodie   | Bob Bryan Mike Bryan         | 7-64, 6-3, 62-7, 6-3 | Parcours |
| 3  | 22-09-2008 | China Open Pékin                | Int' Series | 499 000 $ | Dur (ext.)   | Ross Hutchins   | Ashley Fisher Bobby Reynolds | 7-5, , 6-4           | Parcours |
| 4  | 25-10-2010 | Open Sud de France Montpellier  | ATP 250     | 575 250 € | Dur (int.)   | Ross Hutchins   | Marc López Eduardo Schwank   | 6-2, 4-6, [10-7]     | Parcours |

### Finales en double messieurs
| No | Date       | Nom et lieu du tournoi                                       | Catégorie    | Dotation    | Surface         | Vainqueurs                        | Partenaire      | Score             |          |
| -- | ---------- | ------------------------------------------------------------ | ------------ | ----------- | --------------- | --------------------------------- | --------------- | ----------------- | -------- |
| 1  | 24-10-2005 | Davidoff Swiss Indoors Basel Bâle                            | Int' Series  | 975 000 $   | Moquette (int.) | Agustín Calleri Fernando González | Wesley Moodie   | 7-5, 7-5          | Parcours |
| 2  | 29-01-2007 | Delray Beach International Tennis Championships Delray Beach | Int' Series  | 391 000 $   | Dur (ext.)      | Xavier Malisse Hugo Armando       | James Auckland  | 6-3, 64-7, [10-5] | Parcours |
| 3  | 01-10-2007 | AIG Japan Open Tennis Championships Tokyo                    | Series Gold  | 732 000 $   | Dur (ext.)      | Jordan Kerr Robert Lindstedt      | Frank Dancevic  | 6-4, 6-4          | Parcours |
| 4  | 06-10-2008 | Kremlin Cup Moscou                                           | Int' Series  | 1 024 000 $ | Dur (int.)      | Serhiy Stakhovsky Potito Starace  | Ross Hutchins   | 7-64, 2-6, [10-6] | Parcours |
| 5  | 20-10-2008 | Grand Prix de tennis de Lyon Lyon                            | Int' Series  | 692 000 €   | Moquette (int.) | Michaël Llodra Andy Ram           | Ross Hutchins   | 6-3, 5-7, [10-8]  | Parcours |
| 6  | 23-03-2009 | Sony Ericsson Open Miami                                     | Masters 1000 | 3 645 000 $ | Dur (ext.)      | Andy Ram Max Mirnyi               | Ashley Fisher   | 64-7, 6-2, [10-7] | Parcours |
| 7  | 05-04-2010 | US Men's Clay Court Championship Houston                     | ATP 250      | 442 500 $   | Terre (ext.)    | Bob Bryan Mike Bryan              | Wesley Moodie   | 6-3, 7-5          | Parcours |
| 8  | 10-01-2011 | Heineken Open Auckland                                       | ATP 250      | 398 250 $   | Dur (ext.)      | Marcel Granollers Tommy Robredo   | Johan Brunström | 6-4, 7-66         | Parcours |

## Parcours dans les tournois duGrand Chelem

### En simple
N'a jamais participé à un tableau final.

### En double
| Année | Open d'Australie             | Open d'Australie            | Internationaux de France    | Internationaux de France  | Wimbledon                    | Wimbledon                    | US Open                     | US Open                   |
| ----- | ---------------------------- | --------------------------- | --------------------------- | ------------------------- | ---------------------------- | ---------------------------- | --------------------------- | ------------------------- |
| 2001  | 1er tour (1/32) T. Perry     | J. Björkman T. Woodbridge   | —                           | —                         | —                            | —                            | —                           | —                         |
| 2002  | 1er tour (1/32) L. Pearson   | M. Barnard J. Coetzee       | 2e tour (1/16) M. Wakefield | S. Roitman A. Schneiter   | 1er tour (1/32) L. Paes      | B. Black R. Koenig           | 1er tour (1/32) L. Pearson  | J. Landsberg T. Vanhoudt  |
| 2003  | 1er tour (1/32) S. Humphries | M. Llodra F. Santoro        | 1er tour (1/32) B. Vahaly   | J. Eagle J. Palmer        | 1er tour (1/32) J. Landsberg | D. Bowen A. Fisher           | —                           | —                         |
| 2004  | 1er tour (1/32) N. Healey    | J. Knowle M. Kohlmann       | 1er tour (1/32) J. Kato     | I. Andreev N. Davydenko   | 2e tour (1/16) R. Lindstedt  | J. Novák R. Štěpánek         | —                           | —                         |
| 2005  | 2e tour (1/16) P. Luczak     | J. Björkman M. Mirnyi       | —                           | —                         | Victoire W. Moodie           | B. Bryan M. Bryan            | 1er tour (1/32) W. Moodie   | L. Burgsmüller M. Youzhny |
| 2006  | 1er tour (1/32) W. Arthurs   | J. Hernych I. Karlović      | 2e tour (1/16) H. Levy      | J. Björkman M. Mirnyi     | 1/8 de finale W. Moodie      | S. Aspelin T. Perry          | 1er tour (1/32) W. Moodie   | J. Björkman M. Mirnyi     |
| 2007  | 2e tour (1/16) J. Auckland   | J. Erlich A. Ram            | 1er tour (1/32) J. Auckland | I. Kunitsyn D. Toursounov | 2e tour (1/16) J. Auckland   | M. Damm L. Paes              | —                           | —                         |
| 2008  | 1er tour (1/32) F. Dancevic  | S. Grosjean J.-W. Tsonga    | 1/8 de finale R. Hutchins   | I. Kunitsyn D. Toursounov | 2e tour (1/16) R. Hutchins   | J. Erlich A. Ram             | 1er tour (1/32) C. Haggard  | R. De Voest A. Fisher     |
| 2009  | 2e tour (1/16) R. Hutchins   | M. Fyrstenberg M. Matkowski | 1er tour (1/32) R. Hutchins | J. Acasuso F. González    | 1er tour (1/32) R. Hutchins  | P. Amritraj A.-U.-H. Qureshi | 1er tour (1/32) R. Hutchins | G. García-López O. Rochus |
| 2010  | 2e tour (1/16) C. Ball       | F. González I. Ljubičić     | 1/8 de finale A. Sá         | Ł. Kubot O. Marach        | 1er tour (1/32) A. Sá        | C. Ball C. Guccione          | 1er tour (1/32) A. Sá       | R. Ram B. Reynolds        |
| 2011  | 1er tour (1/32) J. Brunström | Ł. Kubot O. Marach          | 1/8 de finale A. Fisher     | D. Bracciali P. Starace   | 1/8 de finale A. Fisher      | C. Fleming R. Hutchins       | 1er tour (1/32) A. Fisher   | M. Emmrich A. Siljeström  |

N.B. : le nom du ou de la partenaire se trouve sous le résultat ; le nom des ultimes adversaires se trouve à droite.

### En double mixte
| Année | Open d'Australie | Open d'Australie | Internationaux de France | Internationaux de France | Wimbledon                   | Wimbledon                 | US Open                        | US Open                        |
| ----- | ---------------- | ---------------- | ------------------------ | ------------------------ | --------------------------- | ------------------------- | ------------------------------ | ------------------------------ |
| 2005  |                  |                  |                          |                          |                             |                           | 2e tour (1/8) V. Ruano Pascual | M. Navrátilová Leander Paes    |
| 2009  |                  |                  |                          |                          | 1/2 finale V. Ruano Pascual | Cara Black Leander Paes   | 2e tour (1/8) V. Ruano Pascual | B. Mattek-Sands Nenad Zimonjić |
| 2011  |                  |                  |                          |                          | 2e tour (1/16) A. Rodionova | Elena Vesnina M. Bhupathi | -                              | -                              |

N.B. : le nom de la partenaire se trouve sous le résultat ; le nom des ultimes adversaires se trouve à droite.